# Хюнксе
Хюнксе (нем. Hünxe) — община в Германии, в земле Северный Рейн-Вестфалия.
Подчиняется административному округу Дюссельдорф. Входит в состав района Везель. Население составляет 13591 человек (на 31 сентября 2019 года). Занимает площадь 106,8 км².
Коммуна подразделяется на 6 сельских округов: собственно Хюнксе, Брукхаузен, Бухольтвельмен, Древенак, Гартроп-Бюль и Круденбург.

## Население
| Год  | Численность | Численность |
| ---- | ----------- | ----------- |
| 1975 | 11 936      | [ 3 ]       |
| 2017 | 13 590      | [ 1 ]       |
| 2019 | 13 567      | [ 4 ]       |
| 2021 | 13 611      | [ 5 ]       |
| 2022 | 13 787      | [ 6 ]       |
| 2023 | 13 980      | [ 2 ]       |

## История

### Поджог 1991 года
В ночь с 2 на 3 октября 1991 года в Хюнксе произошел поджог дома у просителей убежища. После вечеринки трое подростков бросили зажигательные приспособления в дом ливанской семьи, в результате чего тяжело пострадала восьмилетняя девочка Зейнаб. Ей пришлось долго лечиться в специальной клинике в Гамбурге. Преступники были приговорены к тюремному заключению окружным судом Дуйсбурга. Один из преступников покончил жизнь самоубийством после совершения преступления.

## Достопримечательности
- Музей Отто Панкока